# 兴华水族乡
兴华水族乡是中华人民共和国贵州省黔东南苗族侗族自治州榕江县下辖的一个民族乡。

## 行政区划
兴华水族乡下辖以下村级行政区划单位：
星光村、星月村、高旧村、乌秀村、摆乔村、摆吉村、摆贝村、高排村和田懂村。

## 中国传统村落
2012年，八蒙村、摆贝村被评为首批“中国传统村落”。